# 库赛莱布瓦
库赛莱布瓦（法語：Coussay-les-Bois，法語發音：[kusɛ le bwa]）是法国新阿基坦大区维埃纳省的一个市镇，位于该省东北部，属于沙泰勒罗区。

## 地理
库赛莱布瓦（46°48'28"N, 0°44'34"E）面积43.32 平方千米，位于法国新阿基坦大区维埃纳省，该省份为法国中西部省份，北起曼恩-卢瓦尔省和安德尔-卢瓦尔省，西接德塞夫勒省，南至夏朗德省，东南接上维埃纳省，东临安德尔省。
与库赛莱布瓦接壤的市镇（或旧市镇、城区）包括：莱涅莱布瓦、莱西尼、迈雷、拉罗什波赛、瑟尼耶-圣索沃尔。

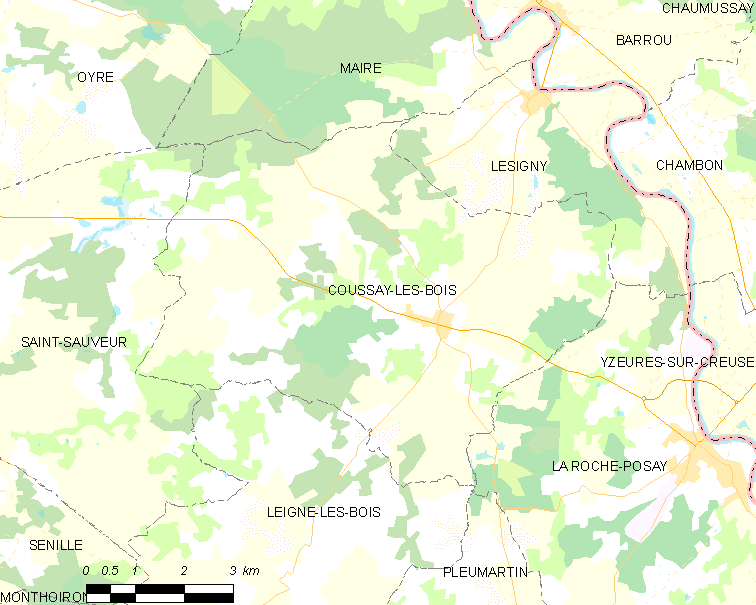
库赛莱布瓦的OSM定位图

库赛莱布瓦的时区为UTC+01:00、UTC+02:00（夏令时）。

## 行政
库赛莱布瓦的邮政编码为86270，INSEE市镇编码为86086。

## 政治
库赛莱布瓦所属的省级选区为沙泰勒罗第三县。

## 人口

1962-2008年间库赛莱布瓦人口变化图示

库赛莱布瓦于2022年1月1日时的人口数量为913人。